# Martin Fredriksson

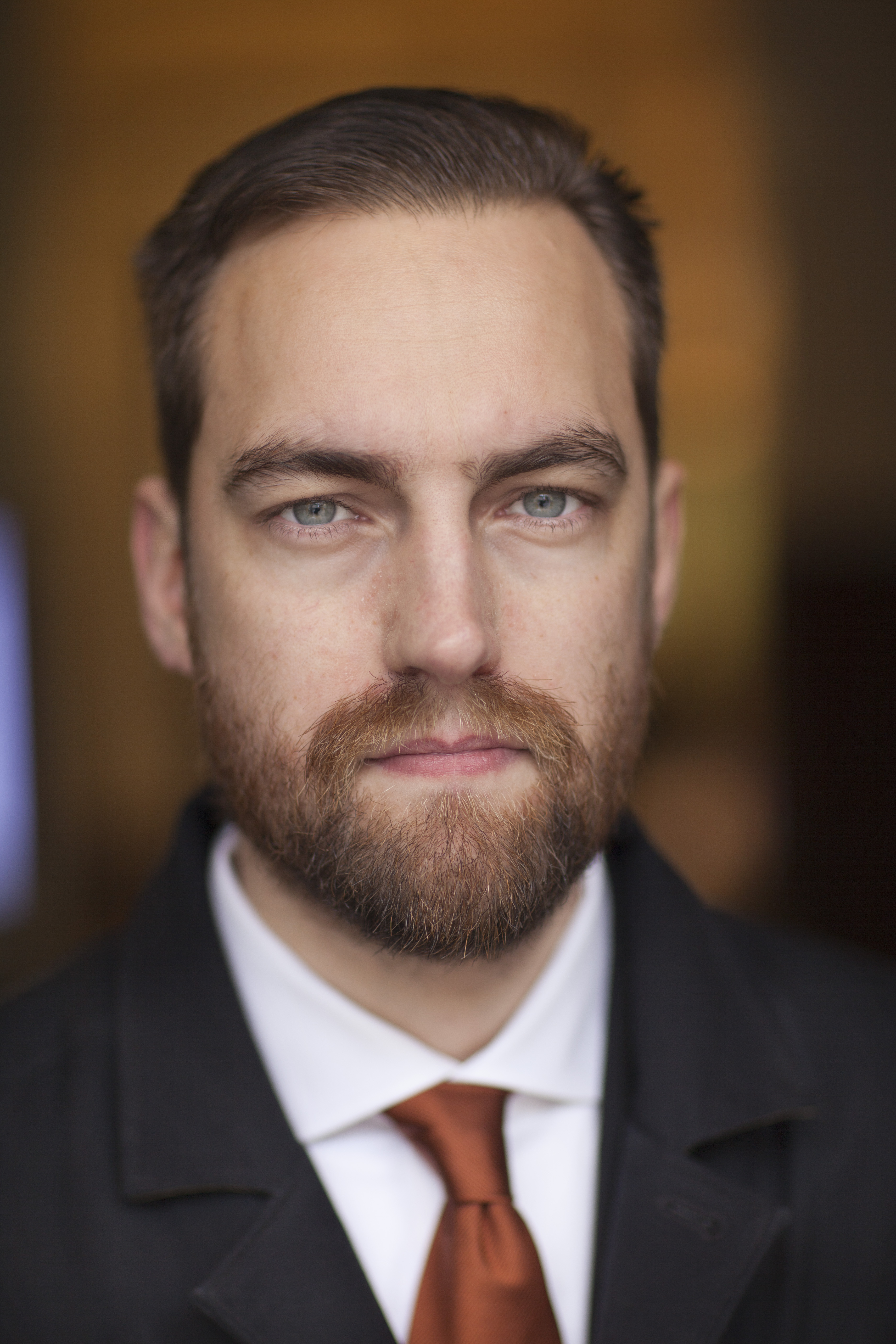
Martin Fredriksson

Martin Fredriksson, född 7 april 1980, är en svensk feminist, journalist, aktivist och, enligt egen uppgift, tidigare hemlig informatör åt Säkerhetspolisen.
Fredriksson har varit reporter vid TV3:s Insider och TV4:s Kalla fakta. Han var tidigare ansvarig utgivare för Researchgruppen.
Han har ett förflutet inom vänsterextrema AFA mellan 1999 och 2003 men tar enligt egen utsago avstånd från våld som metod. År 2006 dömdes Fredriksson för att ha misshandlat en nazist. I ett inlägg på Researchgruppens Twitter från januari 2013 skrev Fredriksson angående händelsen "skulle inte tveka en sekund att spöa den där nassen igen idag om samma situation uppstod."
2010 startade Fredriksson tillsammans med Robert Aschberg och Mikael Ekman Piscatus AB. Bolaget tillhandahöll ett sökbart arkiv över myndighetshandlingar. 2016 bildade Nyhetsbyrån Siren och Piscatus ett nytt bolag, Acta Publica AB, där Fredriksson är delägare och CTO. 2018 var Fredriksson medgrundare till Be Informed Sweden AB.
I februari 2016 berättade Fredriksson att han hade varit hemlig informatör åt Säkerhetspolisen. Fredriksson, som inte hade berättat om något Säpo-samarbete för övriga medlemmar i Researchgruppen, erkände på Twitter att han samarbetat med myndigheten under 2000-talets första decennium.

## Priser och utmärkelser
- 2013 – Guldspaden för Avpixlat avpixlade[8]

### Nomineringar
- 2014 - nominerad till Stora journalistpriset tillsammans med Expressen för SD och hatet. [9]
- 2017 - nominerad till Stora journalistpriset för Nyhetsbyrån Sirens satsning på robotjournalistik.[10]